# Gallus Haas
Gallus Haas (auch Gallus Has; * in Möhringen an der Donau; † 26. August 1540 in St. Blasien) war Abt im Kloster St. Blasien im Südschwarzwald. Zuvor wird er 1520 als Propst der Propstei Klingnau genannt.
Am 7. April 1525 wurde das Kloster, das in dieser Zeit vom Abt Johannes III. Spielmann geleitet wurde, ausgeplündert und ein Jahr später, am 11. April 1526, als Racheakt der Bauern für die Hinrichtung ihres Führers Kunz Jehle von diesen völlig eingeäschert.
Nach dem Bauernkrieg war er von 1532 bis 1540 der 32. Abt des Klosters. Das neue Münster verdankt ihm im Wesentlichen seine Wiederherstellung. Er ließ es uff das best ußen und innen bestechen und dilchen, die altaria den mehreren Thail all new mit den steinen widerumb belegen, die Nebenchöre instand setzen, den südlichen Turm um ein Stockwerk abbrechen und zwei gewölbte Waffenkammern einbauen. Gallus Haas hat damit Kirche und Konvent in St. Blasien wieder im gleichen Umfang und ähnlicher Pracht wie früher entstehen lassen.
In den 1990er-Jahren wurde man in Möhringen bei der Einrichtung eines Heimatmuseums auch auf Gallus Has (Schreibung in seinem Geburtsort mit einem a) aufmerksam, der ziemlich vergessen war. Daraufhin wurde ein Weg, der direkt zur katholischen Kirche führt, nach ihm benannt. Der Ort ist seit dem 1. Januar 1973 ein Teil der württembergischen Stadt Tuttlingen.

## Wappen
Es zeigt einen springenden Hasen auf blauem Feld über einem goldenen Dreiberg.